# Ламберт, Констант
Леонард Констант Ламберт (англ. Leonard Constant Lambert; 23 августа 1905, Фулем, Лондон — 21 августа 1951, Лондон) — английский композитор, дирижёр и театральный деятель. Балетный и джазовый композитор.

## Биография
Родился в семье австралийского художника Джорджа Ламберта.
Окончил Королевский музыкальный колледж в Лондоне, где учился у Ральфа Воан-Уильямса, Реджинальда Морриса и Малколма Сарджента.
В 1925 году получил от Сергея Дягилева для его «Русских сезонов» заказ на написание музыки к балету «Ромео и Джульетта». Премьера балета в хореографии Вацлава Нижинского состоялась в Монте-Карло в 1926.
В 1927 году труппой Нижинского в Буэнос-Айресе в театре «Колон» был поставлен его балет «Помона».
Констант Ламберт сыграл важную роль в становлении английского балета как значимого художественного движения. В 1928 году он стал дирижёром балетной труппы «Балет Рамбер», в 1930—1947 годах — музыкальным руководителем и главным дирижёром лондонского «Общества Камарго». Написал для этой труппы балеты «Рио Гранде» (1935), «Гороскоп» (1938), «Тиресий» (1951) и другие. Наряду с Нинет де Валуа был музыкальным руководителем и одним из основателей лондонского Королевского балета.
Второй женой его была Изабель Роусторн, художница.
Умер от пневмонии и диабета, осложненного острым алкоголизмом. Похоронен на Бромптонском кладбище в Лондоне.

## Избранные произведения

### Балеты
- Ромео и Джульетта (1925)
- Помона (1927)
- Гороскоп (1938)
- Тиресий (1951)

### Хоровые и вокальные сочинения
- Восемь стихотворений Ли Бо (1928)
- Рио-Гранде (1927)
- Summer’s Last Will and Testament (1936)
- Dirge from Cymbeline

### Оркестровая музыка
- Увертюра «The Bird Actors Overture» (1924)
- Музыка для оркестра (1927)
- Aubade héroïque (1941

### Камерная музыка
- Концерт для фортепиано, 2-х труб, литавр и струнных (1924)
- Концерт для фортепиано и девяти музыкальных инструментов (1931)

### Инструментальная музыка
- Элегический блюз (1927, оркестровка 1928)
- Соната для фортепиано (1930)
- Элегия для фортепиано (1938)
- Trois Pièces Nègres pour les Touches Blanches, фортепианный дуэт (1949)

### Музыка для фильмов
- «Торговые моряки» (документальный фильм, 1941)
- «Анна Каренина» (1948)